# Sphenomorphus crassa
Sphenomorphus crassa este o specie de șopârle din genul Sphenomorphus, familia Scincidae, descrisă de Inger, Lian, Lakim și Paul Yambun în anul 2001. Conform Catalogue of Life specia Sphenomorphus crassa nu are subspecii cunoscute.